# Жустин
„Жустин или Неволите на добродетелта“ е класически роман, публикуван през 1791 година. Авторът му е Донасиен Алфонс Франсоа дьо Сад, по-известен като маркиз Дьо Сад. В наши дни този текст се включва в сборници с творби на Дьо Сад, но се издава и като самостоятелен екземпляр.
Действието в „Жустин“ е разположено във времето преди Френската революция във Франция. Главната история в текста е разказът на една млада жена, подвизаваща се под името Терез. Тя разказва своята история на мадам Дьо Лорзанж, с която се срещат в момент, когато Терез е на път към съда, където я чака смъртно наказание за престъпленията ѝ. Тя разказва на Дьо Лорзанж за редицата нещастия, които са я довели до настоящото ѝ положение.

## Сюжет
Действието на романа обхваща период от 14 години. Героинята – дванайсетгодишната Жустин (Терез), е добродетелно религиозно момиче, решено да открие пътя към щастието си, следвайки Божиите предписания. Този неин път обаче се оказва изпълнен с редица перипетии. В опитите си да бъде добра християнка, Жустин е хваната в мрежите на хора, непознаващи граници за своите желания и готови на всичко, за да задоволят своето сладострастие. Тя е изнасилвана, малтретирана, обиждана и става неволен свидетел на най-ужасни и порочни сцени, но нито за миг не подозира, че в основата на всичките ѝ нещастия стоят ограниченията и нормите, които сама е избрала да следва. Така пътят ѝ към щастието се оказва невъзможен. Добродетелността, на която е безрезервно отдадена, се оказва най-големият причинител на страданията ѝ.

## История на написването на романа
Романът „Жустин“ е една от ранните творби на маркиз Дьо Сад. Написан е само за две седмици (през 1787 година), докато авторът ѝ е затворник в Бастилията. Това е малък роман, състоящ се от 187 страници. В този си вариант е издаден едва през 1930 г. от Морис Хайн под заглавието „Нещастията на целомъдрието“. През 1791 година Дьо Сад написва преработена версия под заглавието „Жустин или нещастията на целомъдрието“. Този път романът е написан в два тома и съдържа повече нецензурирани моменти. В този си вариант е издаден още през същата година, и така става първата публикувана творба на маркиз Дьо Сад. Друга разширена версия, носеща заглавието „Новата Жустин или нещастията на целомъдрието“ (La Nouvelle Justine ou Les Malheurs de la vertu), е публикувана в Холандия през 1797 година. В тази окончателен вариант на романа липсват разкази от първо лице, които присъстват в предходните две версии, също така са включени и около 100 гравюри. Този текст бил придружен от продължение, което разказва за Жулиет – сестра на Жустин. Общият обем на романа (плюс продължението) достига 4000 страници. В този си вид романът е публикуван през 1801 година. Романът „Жустин“ е написан около 30 години след като Самюел Ричардсън написва своята „Памела“. Творбата на Ричардсън оказва тематично влияние върху произведението на Дьо Сад. Историите са доста близки по това, че се съпоставят безкрайните опити на героините да следват добродетелта, но резултатите в двете творби са противоположни. Докато непоколебимата отдаденост на Памела ѝ носи страдание, пороци и илюзии, подобни на тези, които сполетяват Жустин, тя все пак намира пътя си и става съпруга на г-н В. След това води щастлив живот и добродетелта побеждава, докато при Жустин, тази победа отсъства. Наполеон Бонапарт нарежда анонимният автор на „Жустин“ да бъде намерен и арестуван. В резултат на това Дьо Сад прекарва последните си 13 години в затвора. Наполеон нарича „Жустин“: „Най-отвратителната книга на всички времена, породена от най-извратеното въображение.“ Унищожаване на книгата е наредено от Кралския съд в Париж на 19 май 1815 година.

## Стил на написване на романа
Само привидно маркизът се придържа към наложения по онова време панорамен стил на разказване. В романите му срещаме разнообразие от персонажи и местодействия, но това само препотвърждава това, което авторът е предпоставил като цел. То не може да бъде коригирано. Творчеството му може да бъде сведено до една ситуация – триумф на порока над добродетелта. Тази ситуация е повторена много пъти в различни вариации. В „Жустин или Неволите на добродетелта“ можем да открием илюстрация на този начин на мислене. Откриваме фонетична прилика още в началото с имената на двете сестри – Жустин и Жулиет. След смъртта на родителите двете сестри са свободни да изберат сами пътя, по който да поемат. Въпреки приликата в имената и това, че са от едно семейство, те тръгват в коренно различни посоки и притежават абсолютно противоположни приоритети. Едната се хвърля в порока, а другата прегръща добродетелта. Имаме два типа идеология. Те обаче са само „марионетки, качени на сцената на Садовия театър“. Не те избират принципите на своето поведение, колкото принципите избират тях в един изначален ирационален акт. И каквото и да става, те не се променят. Скритият сблъсък в романа е между Жустин и Жулиет, като последната е представена чрез подставени лица от света, който е избрала. По-късно в „Новата Жустин или нещастията на целомъдрието“ посредниците са отстранени и сблъсъкът между сестринските архетипове става пряк.

## Структура
На нивото на разказа романът е структуриран от еднотипни, повтарящи се и по еднакъв начин разгръщащи се епизоди: продължителни философски спорове водят към сцени на физическо действие. При всички премеждия обаче не се променят нито позицията, нито съдбата на героинята. „Разказът е вътрешно спънат, той се върти около оста си във фалшиви движения по посока на една невъзможна развръзка. Романното действие набъбва, без да получава дълбочина или ширина. Точно когато действието стига до някаква развръзка, героинята се озовава на мястото, от което е тръгнала. Сад използва повторението като стратегия. Това придава на неговите творби „неоспоримо модерно качество“. „Силата му на писател се проявява в степента, в която превръща повторението във вариации, подхранващи непрекъснато илюзията за избавление и развръзка при съзнанието, че няма изход от лабиринта на Садовата вселена.“

### Топоси
В „Жустин или Неволите на добродетелта“, както и в повечето творби на Дьо Сад, основните два топоса са пътят и замъкът.
Пътят обозначава открито пространство, свързано с линейна представа за времето. Неговата топография се изгражда от общите места – странноприемница, съд, затвор, болница, кръчма и т.н. Това са места на случайни срещи, установяване на различни контакти, на преплитане на невероятни съдби. На пътя животът се управлява от случайността, той е изпълнен с опасности и изненади и в най-висока степен олицетворява несигурността, която изпитва човекът в един свят с разколебани стойности.
Замъкът – това е привилегированото местодействие на черния и готическия роман, отпращащо към времето на историческото минало (мястото за живеене на владетелите от феодалната епоха). Дьо Сад радикално променя смисъла на хронотопа на пътя и замъка. Пътят при Дьо Сад води винаги до едно и също място – замъка, който се превръща в насилствен затвор за героя. Този път няма нищо общо с исторически утвърдените метафори – „жизнен път“, „нов път“, „исторически път“ и т.н. До голяма степен е израз на фаталността, на предопределеността, свеждаща общите пространства до капан.

## Прочит отвъд наивното
Един наивен и повърхностен поглед разделя героите на романа на добри и лоши. Жустин е невинната жертва, „неподозиращ обект на жестокото сладострастие“. Според психоанализата обаче психоневрозата на садизма винаги е съпроводена от своята противоположност – мазохизма. „Двете перверзии са дълбоко взаимообвързани както в интерсубективен план (доминиращ-подчинен), така в структурата на отделната личност. По същество става дума за две състояния на една и съща перверзия (мазохизмът е садизъм, обърнат срещу собствената персона), чиито активна и пасивна форма се намират във вариращи пропорции в отделния индивид. Така че в известен смисъл герой на Дьо Садовия роман е един комплексен персонаж – резултат от съчетанието между аристократа либертин и набожната Жустин.“ Имаме две състояния, които са мислими само в своята свързаност. Това са две маски на една и съща личност, две прояви на един и същ стремеж, на едно колкото разделено, толкова и свързано, колкото демонстрирано, толкова и скривано удоволствие. Налице е и фактът, че разказът се води от името на Жустин. Никой друг от героите не е цялостен свидетел. „Романът, това е нейната версия за случилото се“. Имаме разказ на „жертвата“, който поема много от лексиката на „палача“. „В известен смисъл цялата история може да бъде възприета и като истеризирана женска фантазия, ексхибиционизъм. В тази перспектива изведените в заглавието „неволи на добродетелта“ звучат като иронично подмятане. А целият роман като една театрална инсценировка, гигантска садо-мазохистична игра, в която е въвлечен наивният читател.“ Наивността на героинята се подновява. Тя отказва да си вземе поука от ситуациите. Продължава да разказва за премеждията си с цел съчувствие, но печели обратното. Нейните разкази са в основата на следващите ѝ мъчения. „С тях сякаш подсеща своите събеседници какво биха могли да направят с нея, ако го пожелаят. Разкрива се като възможен обект за агресия, тласка към това да я употребят по съответния начин.“ (Модерни публикации)
Цензуриран превод на английски език е издаден в САЩ от издателство Рисус (Risus) в началото на 1930-те години, но преди това претърпява множество редакции. Първият нецензуриран английски превод на „Жустин“е публикуван от „Олимпия прес“ през 1953 година (преводът е на Pieralessandro Casavini, псевдоним на Austryn Wainhouse). По-късно този превод е преработен и отпечатан в САЩ от Grove Press. Има и други съвременни печатни версии, които са издадени от издателство Уърдсуърт. Тези версии са съкратени и цензурирани. Крайната разширена версия на „Жустин“ никога не е издавана на английски език, въпреки че има публикувано френско издание от края на 1960-те. Творбата е част от две съперничещи си издания на събраните съчинения на Дьо Сад. Едното издание е на Жан-Жак Повер от 1968 година и се издава в обем от 30 тома, озаглавено „Пълни събрани съчинения на Дьо Сад“. Другото издание е от 1967 година и е 16-томно, със заглавие „Пълни събрани съчинения на маркиз Дьо Сад: последно издание“. През 1798 година Ретиф дьо ла Бретон (Rétif de la Bretonne) публикува своя „Анти-Жустин“.

## Реакции
„ Жустин или Неволите на добродетелта“ среща бурна реакция още с публикуването си през 1791 г. Критиците тогава я определят като порнография, аристократите – като безсмислица, властите – като дело на престъпник. А обикновените хора са скандализирани, отвратени, ужасени от книгата. И въпреки това усърдно я крият в долапи и тайни чекмеджета, когато полицията започва да конфискува и изгаря всеки намерен екземпляр от нея.

## Адаптации
Адаптации по „Жустин’’ са правени няколко пъти. Първата е през 1969 г. – Marquis de Sade: Justine, западногермански-италиански филм, режисиран от Хесус Франко. Продуциран е от Хари Алън Тауър. С участието на Клаус Кински, който играе маркизът, Джак Паланс, Румина Пауър и др. Има и графичен роман по книгата, направен от Guido Crepax.
През 1973 г. японски режисьор прави порно-филм по „Жустин“, наречен Woman Hell: Woods are Wet. Жустин се появява и във филма от 2000 г. Quills, базиран върху живота на маркиз Дьо Сад. Режисьорът е Филип Кауфман. В главните роли – Джефри Ръш и Кейт Уинслет.